# Gerardo Fernández Albor
Gerardo Fernández Albor, né le 7 septembre 1917 à Saint-Jacques-de-Compostelle et mort le 12 juillet 2018 dans la même ville, est un homme politique espagnol, membre du Parti populaire (PP).
Médecin de formation, ancien pilote de chasse, un temps entrepreneur, il est élu président de la Junte de Galice, avec le soutien minoritaire de l'Alliance populaire (AP) en 1982. Deux ans plus tard, il devient vice-président de l'AP, avant d'être reconduit, en 1985, à la présidence de la Galice. Il exerce, par intérim, la présidence de son parti au début de l'année 1987 et est renversé du gouvernement régional par une motion de censure à la fin de cette même année. Élu au Parlement européen en 1989, il accomplit deux mandats, puis se retire de la vie politique.

## Biographie

### Une jeunesse marquée par la Guerre civile
Aîné d'une fratrie de cinq enfants, Gerardo Fernández Albor accomplit ses études secondaires au collège des Orphelines et à l'académie Gelmírez. Il entreprend ensuite des études supérieures de médecine et de chirurgie à l'université de Saint-Jacques-de-Compostelle, interrompues par le déclenchement de la Guerre civile espagnole. Il passe une grande partie de ce conflit en Allemagne, où il est formé comme pilote de chasse. Il termine son instruction avec le grade de lieutenant.

### De longues études et une carrière de médecin
Gerardo Fernández Albor revient ensuite en Espagne, achevant sa licence de médecine et chirurgie. Il prépare ensuite son doctorat à Madrid, mais le passe à l'université de Salamanque. Il parcourt ensuite l'Europe afin de se spécialiser en chirurgie générale et digestive, passant par Barcelone, Paris, Vienne, Londres et Lyon.
Il devient ensuite chef du service de chirurgie générale au centre hospitalier Concepción Arenal, à Saint-Jacques-de-Compostelle. Il fonde ensuite la polyclinique La Rosaleda, dont il prend la direction.

### Passage par le monde des affaires
Par la suite, Gerardo Fernández Albor participe à la création de la société de développement intégral de la Galice et de la maison d'édition « société d'études, de publications et de travaux » (SEPT). Parallèlement, il fait partie des fondateurs de plusieurs institutions culturelles liées au galicien.

### Président de la Junte de Galice

#### Premier mandat: victoire de justesse sur l'UCD
Après avoir appartenu au Parti populaire galicien, Gerardo Fernández Albor rejoint l'Alliance populaire (AP), dont le président national, Manuel Fraga, lui demande d'être chef de file pour les élections régionales 20 octobre 1981. Avec 26 députés sur 71 au Parlement de Galice, il arrive de justesse devant le parti alors au pouvoir en Espagne, l'Union du centre démocratique (UCD), jusqu'alors dominante en Galice. Il est élu le 8 janvier 1982 par 52 voix sur 71, à la suite d'un accord survenu entre l'AP et l'UCD, et prête serment treize jours plus tard, s'attirant les critiques des centristes pour n'avoir pas rendu hommage au gouvernement régional provisoire sortant.
Après avoir intégré d'anciens membres du parti centriste à son gouvernement en août 1983, il remanie celui-ci le mois suivant, afin de leur accorder plus de compétences. Le 23 octobre, il est élu président de l'AP de Galice, sans opposition, et ce malgré les critiques concernant le vice-président de la Junte, José Luis Barreiro. À l'occasion du VIe congrès national de l'AP, il est élu, le 29 janvier 1984, premier vice-président du parti, sous la présidence de Fraga.

#### Deuxième mandat: tensions et minorité

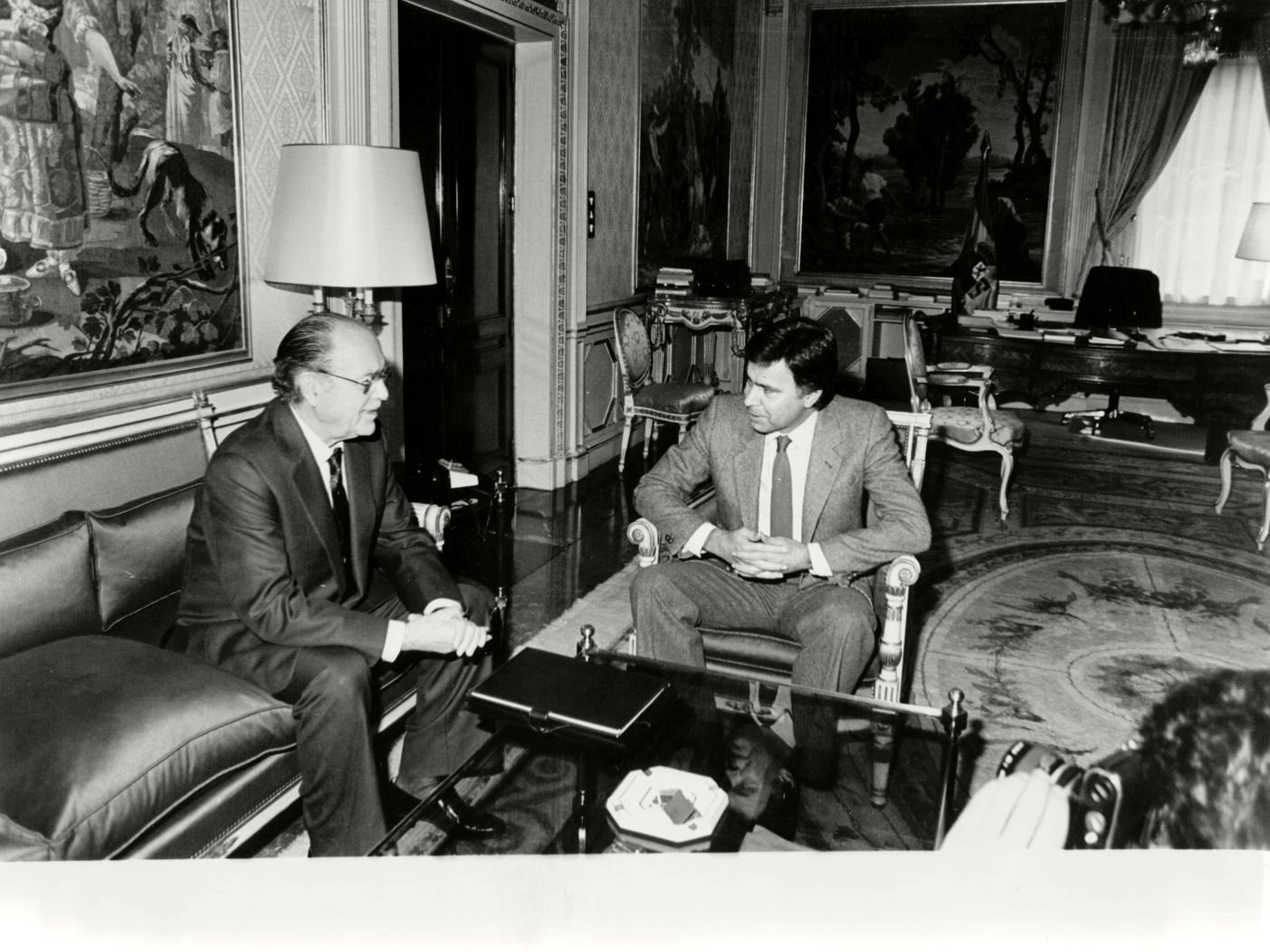
Fernández Albor est reçu au palais de la Moncloa en 1985 par Felipe González.

Candidat à sa succession aux élections régionales du 24 novembre 1985, avec le soutien de la Coalition populaire (CP), qui regroupe l'AP et plusieurs autres partis de centre droit, Gerardo Fernández Albor remporte 34 députés sur 71, soit douze de plus que le Parti des socialistes de Galice-PSOE (PSdeG-PSOE), désormais première force d'opposition. 
Il se présente alors à l'investiture, mais son discours ne reçoit pas le soutien des régionalistes de la Coalition galicienne (CG), les partis de gauche ayant déjà refusé de lui accorder leurs suffrages. Le débat est suivi de deux votes d'investiture, qu'il perd à chaque fois par 37 voix contre 34, toutes les forces parlementaires ayant voté contre lui, sauf la CP,. Alors qu'il est maintenu comme vice-président national de l'AP le 9 février, lors du VIIe congrès national, le comité exécutif de la CG décide de l'abstention de son groupe parlementaire lors des prochaines votes d'investiture le concernant. Il échoue au premier tour, le 20 février, par 33 voix contre 26 et 11 abstentions, mais s'impose le lendemain, avec 34 voix en sa faveur, 26 contre et toujours 11 abstentions, la majorité simple étant suffisante.
Dès le 14 mai, par 34 voix contre 32, le Parlement approuve une motion présentée par le PSdeG-PSOE, qui critique la réorganisation des départements exécutifs de la Junte de Galice décidée trois mois plus tôt. À l'occasion de ce débat, les premières dissensions entre Albor et le vice-président du gouvernement régional, José Luis Barreiro, également secrétaire général de l'AP régionale, se font sentir dans l'enceinte parlementaire. Le 30 octobre, sous l'impulsion de Barreiro, l'ensemble des conseillers du gouvernement membres de l'AP remettent leur démission, ceux issus des autres partis laissant leurs portefeuilles à sa disposition. Le lendemain, en réunion de groupe parlementaire, 21 des 29 députés présents de la CP décident d'organiser un vote interne de confiance le concernant, malgré une demande contraire formulée par lui. Il parvient finalement à se maintenir au pouvoir, formant un nouveau gouvernement dans lequel siègent plusieurs anciens conseillers et dont Mariano Rajoy, connu comme un adversaire de Barreiro, occupe la vice-présidence.
Avec la démission de Manuel Fraga de la présidence de l'AP, il devient, le 5 décembre, président par intérim, même si tous les pouvoirs exécutifs sont confiés à un autre vice-président, Miguel Herrero. Il rejoint cependant la candidature de l'opposant d'Herrero, Antonio Hernández Mancha, pour le VIIIe congrès national, organisé les 7 et 8 février 1987, et est réélu vice-président, sous la direction de ce dernier.

#### Motion de censure
Au mois d'août suivant, Fraga laisse clairement entendre qu'il sera le prochain candidat à la présidence de la Junte de Galice, tandis que Pablo González Mariñas, chef de file de la CG aux élections de 1985 et qui a depuis fondé, par scission, le Parti nationaliste galicien (PNG), évoque la nécessité de voter, à l'encontre d'Albor, une motion de censure. Les socialistes annoncent, en septembre, le dépôt d'un tel texte, mais les négociations avec les autres forces de l'opposition se révèlent difficiles, notamment dans la répartition des postes au sein du gouvernement régional. Finalement, le 23 septembre, le Parlement de Galice approuve la motion, par 40 voix contre 29 et 2 abstentions, le PSdeG-PSOE, la CG, le PNG et le Parti socialiste galicien-Gauche galicienne (PSG-EG), qui ne participe pas au gouvernement de coalition, votant pour et entraînant l'élection du socialiste Fernando González Laxe en remplacement d'Albor.

### Député européen
Lors du IXe congrès national du Parti populaire (PP), qui succède à l'AP, en janvier 1989, Gerardo Fernández Albor n'est pas reconduit comme vice-président du parti. Toutefois, il se présente, le 15 juin suivant, aux élections européennes, sur la liste de Marcelino Oreja. Réélu le 12 juin 1994, sur la liste conduite par Abel Matutes, il devient, le 28 mai 1996, président de la commission des Affaires étrangères, de la Sécurité et de la Politique de défense. Il est remplacé dès le 15 janvier 1997, ne se représente pas aux élections du 13 juin 1999 et quitte alors la vie politique.

### Mort
Sa famille annonce sa mort le 12 juillet 2018, survenue dans la matinée à Saint-Jacques-de-Compostelle. Alors que Gerardo Fernández Albor reçoit l'hommage de nombreuses personnalités politiques galiciennes, l'exécutif dirigé par Alberto Núñez Feijóo décrète trois jours de deuil,.